# Andresia partenopea
Andresia partenopea (Andrès, 1883)) è un celenterato antozoo, l'unica specie del genere Andresia, a sua volta nella famiglia monogenerica Andresiidae.

## Distribuzione e habitat
La specie è presente in tutto il Mediterraneo e sulle coste iberiche dell'Atlantico.